# 田山力哉
田山 力哉（たやま りきや、1930年6月1日 - 1997年3月23日）は、日本の映画評論家である。

## 経歴
兵庫県神戸市出身。旧制都立武蔵中学校を経て早稲田大学第一政治経済学部経済学科卒業。
日新火災海上保険を経て、1961年に日本放送協会に入局し、国際局に勤務した。並行して、映画雑誌の『キネマ旬報』『映画評論』には1950年代初めから読者投稿を繰り返し常連採用者となっていた。
やがて、読者から常連執筆者となり、1969年にNHKを退局。以後、フリーランスの立場で映画評論やフランス語翻訳などの執筆活動を行い、毒舌の辛口映画評論家として知られた。特にフランス映画に強く、1972年以降フランスのカンヌ国際映画祭には繰り返し出席してレポート記事を執筆した。
評論活動では、『キネマ旬報』誌を中心に活動し、連載コラム「シネマ・ア・ラ・モード」は2度に渡って同誌の読者賞を受賞した。
一方、評論活動以外には、映画・テレビドラマでのカメオ出演を積極的に行い、映画関係者を描く小説を執筆した。
1984年に肝硬変、食道動脈瘤で倒れたが奇跡的に回復する。1997年3月23日、肝不全にて死去。享年66。
田山の没後、日本映画批評家大賞内の国際活動賞に（田山力哉賞）の副名称がつけられている。

## ポランスキー論について
「死と血に魅入るポランスキー」(映画評論1972.10月号)、「ロマン・ポランスキーにとっての「マクベス」」(キネマ旬報1972.10月上旬号)を執筆しているが、明里千章によれば、これはケネス・タイナンが"Esquire"1971.9月号に掲載した"The Polish Imposition by Kenneth Tynan"をタイナンの名前を出さず無断で再編集し翻訳したものである。明里は村上春樹の『1973年のピンボール』に「千九百七十一年九月号の「エスカイヤ」に載っているケネス・タイナンのポランスキー論を訳しながら」とあるのは、二本の田山論文の出典を示すことによる、執筆モラルの表明だったのではないかと推測している。(『村上春樹の映画記号学』2008)

## 親族
兄に協栄生命保険元会長の田山嘉郎、従兄に脚本家の猪俣勝人。猪俣勝人とは映画関係の共著を執筆している。歌手の尾崎亜美の叔父とされることがあったが、正確には尾崎の母方の祖父の弟の妻の甥という遠縁である。

## 北野武との関係
前述のように評論スタイルは徹底的に辛口で、特に大島渚、北野武監督とは、『週刊文春』誌上やテレビを通じて、激しい舌戦を展開した。
1990年に北野武が当時の最新作『3-4X10月』を監督した際には、北野がタレント・ビートたけしとして司会だったテレビ番組『どーする!?TVタックル』の1990年11月12日放送の回にゲスト出演した。その回のテーマは「映画監督の逆襲」で、田山は1人で低い位置の被告席に座らされて、高いひな壇に座る大島渚ら5人の映画監督に集中攻撃を受けて孤軍奮闘した。
しかし当時、連載していたコラムでは、かねてから北野武を天才と評しており、また北野監督の『ソナチネ』はじめ過去の作品を否定しながらも、北野監督の実力はこんなものではないだろうと書いており、才能は認めていた。そして1996年製作『キッズ・リターン』では絶賛し、その年の邦画ベストテンで上位に挙げていた。北野監督本人に会い『キッズ・リターン』が良かったと褒めると北野は「本当に?」と驚いた様子で何度も聞き返したエピソードもあったという。
『キネマ旬報』誌の授賞式で対面したときは、談笑してパフォーマンスと洒落であることを確認。キネマ旬報読者賞を受賞した北野は、受賞挨拶で田山とは良好な仲であると何度も説明し、田山と北野は握手を交わした。

## 著書
- 『海外の映画作家たち：創作の秘密』（ダヴィッド社,1971年）
- 『映画写真集　菅原文太』（芳賀書店,1972年）
- 『シネアルバム・11　岩下志麻』（芳賀書店,1972年）
- 『シネアルバム・14アラン・ドロン』（芳賀書店,1973年）
- 『シネアルバム・21ナタリー・ドロン』（芳賀書店,1974年）
- 『フランス映画史  「巴里の屋根の下」から「アメリカの夜」まで フィルム・アートシアター』（芳賀書店,1974年）
- 『菅原文太 野良犬の怨念』（芳賀書店,1974年）
- 『実用洋画名セリフ入門』（学習研究社,1974年）
- 『泣けてくる101のシーン実用洋画名セリフ』（学習研究社,1974年）
- 『ニューシネマの映画作家たち 創作の秘密』（ダヴィッド社,1974年）
- 『日本の映画作家たち 創作の秘密』1-2（ダヴィッド社,1975-76年）
- 『わが青春の映画史』（三省堂,1977年）
- 『日本のシナリオ作家たち 創作の秘密』（ダヴィッド社,1978年）
- 『映画に学ぶフランス語』（三修社,1978年）
- 『わが体験的日本娯楽映画史. 戦後編』（社会思想社,1979年）
- 『新しい映画づくりの旗手たち』（ダヴィッド社,1980年）
- 『映画はどこへゆく 日仏シネマ衰退史』（三修社,1980年）
- 『わが体験的日本娯楽映画史. 戦前編』（社会思想社,1980年）
- 『アメリカン・ニューシネマ名作全史』1-3（社会思想社,1981-93年）
- 『フランスの映画作家たち 人生をみつめる映像』（白水社,1982年）
- 『ヨーロッパ・ニューシネマ名作全史』1-3（社会思想社,1982-94年）
- 『市川雷蔵かげろうの死』（講談社,1982年）ISBN 4061193759
- 『シネアルバム・95菅原文太 野良犬の怨念』（芳賀書店,1982年）ISBN 4826100957
- 『六大学野球は最高 広岡・長島・江川・そして…』（社会思想社,1983年）
- 『世界映画名作全史 ニューシネマ篇』（社会思想社,1984年）
- 『いっぺえやっか 伴淳・その芸と女と涙』（国際情報社,1984年）ISBN 4771701180
- 『カンヌ映画祭35年史』（三省堂,1984年）ISBN 4385348650
- 『世界映画俳優全史. 現代編』1-2（社会思想社,1986-94年）
- 『日本映画俳優全史. 現代編』1-2（社会思想社,1986-88年）
- 『千恵蔵一代』（社会思想社,1987年）ISBN 4390602950
- 『映画小事典]』（ダヴィッド社,1987年）ISBN 4804801863
- 『市川雷蔵かげろうの死』（社会思想社,1988年）ISBN 4390112597
- 『伴淳三郎道化の涙』（社会思想社,1988年）ISBN 4390112600
- 『映画祭へのひとり旅』（白水社,1988年）ISBN 4560032408
- 『現代ヨーロッパ映画の監督たち』（社会思想社,1990年）ISBN 4390113585
- 『田山力哉のカンヌ映画祭』（三省堂,1991年）ISBN 4385348669
- 『田山力哉の映画恋愛論 名セリフ名シーン101』（社会思想社,1991年）ISBN 4390114115
- 『現代日本映画の監督たち』（社会思想社,1991年）ISBN 4390113593
- 『田山力哉の映画人生論 名セリフシーン80』（社会思想社,1992年）
- 『夏草の道 小説浦山桐郎』（講談社,1993年）ISBN 4062066300
- 『これだけは言う 辛口シネマ批評』（講談社,1993年）
- 『巴里シネマ散歩』（社会思想社,1996年）ISBN 4390604104
- 『脇役の美学』（講談社,1996年）ISBN 4062083086
- 『さよなら映画、また近いうちに』（キネマ旬報社,1997年）ISBN 4873762065

### 共著
- 岡田晋共著『世界の映画作家・29フランス映画』（キネマ旬報社,1975年）
- 猪俣勝人共著『世界映画俳優全史. 女優篇』（社会思想社,1977年）
- 猪俣勝人共著『世界映画俳優全史. 男優編』（社会思想社,1977年）
- 猪俣勝人共著『日本映画俳優全史. 女優編』（社会思想社,1977年）
- 猪俣勝人共著『日本映画俳優全史. 男優編』（社会思想社,1977年）
- 猪俣勝人共著『日本映画作家全史』（社会思想社,1978年）
- 猪俣勝人共著『世界映画作家全史』（社会思想社,1979年）
- 山根祥敬共著『決定版名作外国映画コレクション1001』（講談社,1994年）

## カメオ出演作品
- ヒポクラテスたち
- 金田一耕助の冒険
- ねらわれた学園 (1981年の映画)
- 善人の条件
- 西遊記 (1978年のテレビドラマ)

## 受賞歴
- キネマ旬報読者賞（1992年、1996年）
- 日本映画ペンクラブ功労賞（1995年）